# Ketoheptos
En ketoheptos är en heptos med en ketongrupp inom kemi. Ketoheptoserna är kirala och har molekylformeln C7H14O7.
Exempel på ketoheptoser:

Sedoheptulos
Mannoheptulos
Taloheptulos
Alloheptulos